# Костюм Древнего Египта

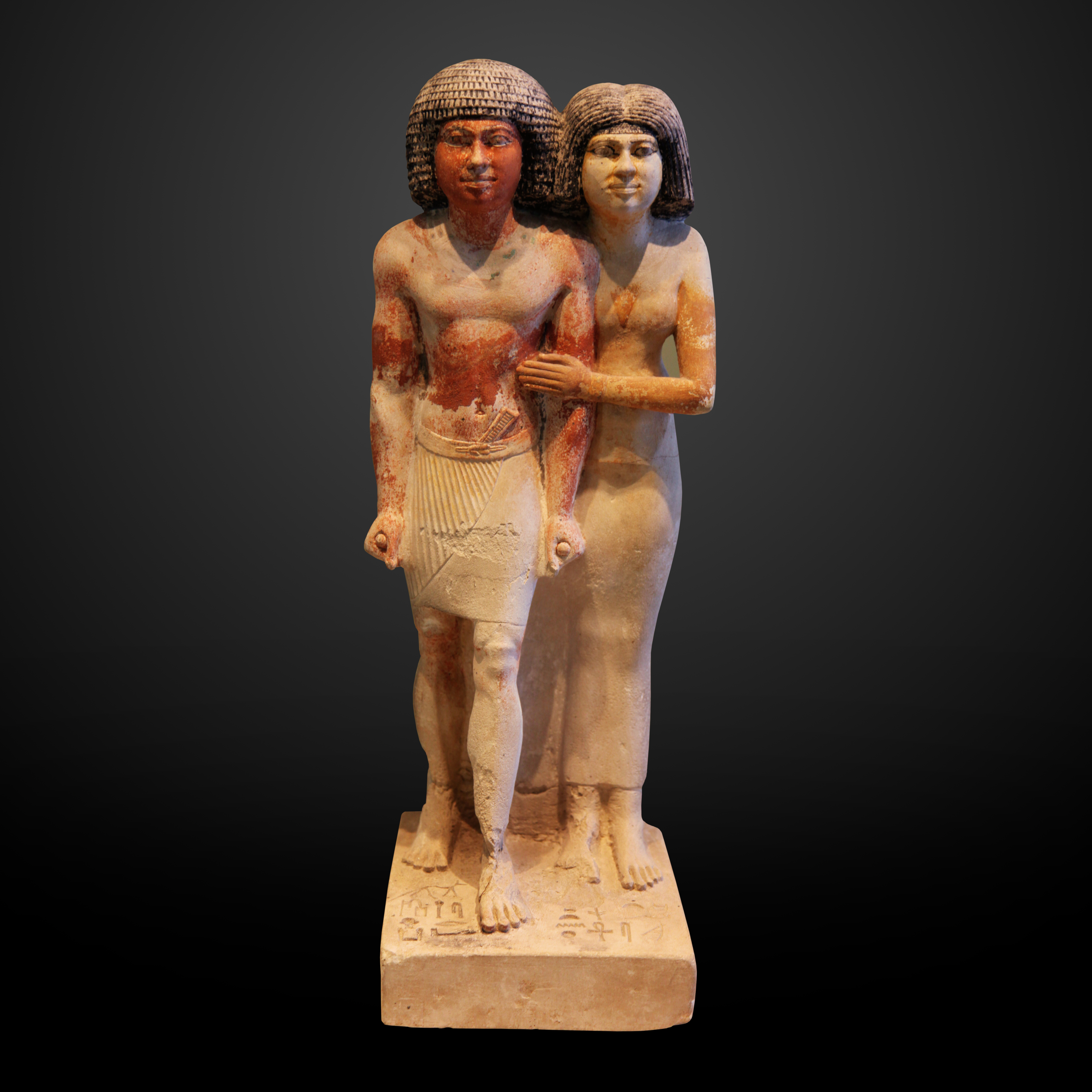
Известняковая парная фигурка Рахерка и Мересанх, 2350-е годы до н. э. Лувр

Костюм жителей Древнего Египта очень мало менялся за всю его историю.

## Идеал красоты
Дошедшие до нас памятники искусства Древнего Египта дают ясное представление о том, как выглядели и одевались представители различных сословий его общества. Идеалами красоты и у мужчин, и у женщин считались высокие, стройные фигуры с тонкой талией и широкими плечами, миндалевидный разрез глаз, тонкие черты лица, прямой нос, полные губы. Женщины должны были быть светлокожими, иметь небольшую грудь, широкие (но не пышные) бёдра и длинные ноги.
Современный английский археолог Леонард Котрелл так писал о древнеегипетских красавицах:
«Как бы радовались египетские дамы, если бы знали, что даже спустя 5 тысяч лет они могут вызывать восхищение! (…) Красавицы Греции и Рима восхищают, но не волнуют нас. Они кажутся такими же холодными, как мрамор, из которого они изваяны. Но если надеть на Нефертити платье „от Диора“, и она войдёт в нём в фешенебельный ресторан, то будет встречена восхищёнными взглядами присутствующих. Даже её косметика не вызовет пересудов»
.

## Ткани

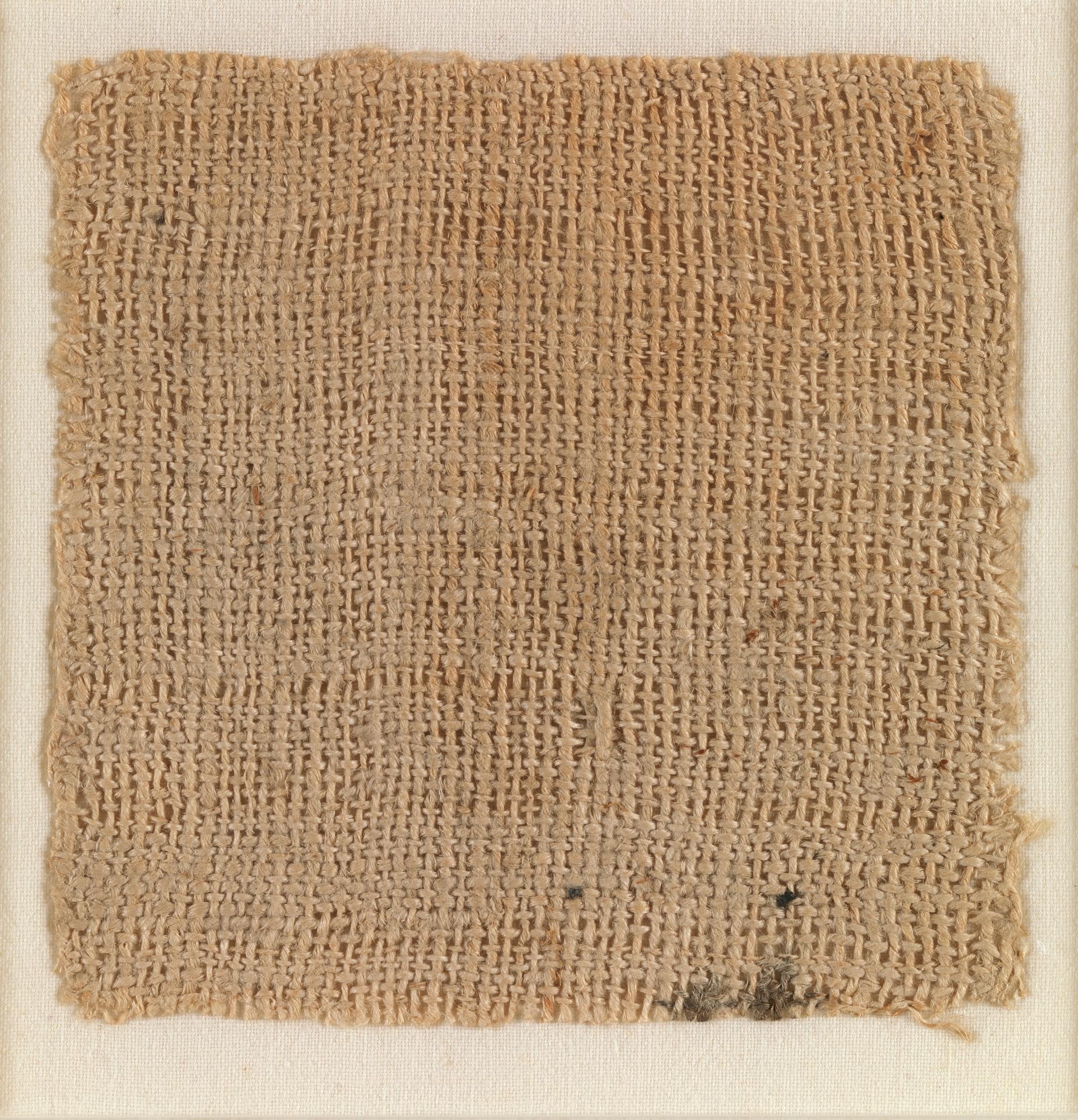
Фрагмент древнеегипетского льна 390—343 годов до н. э. (Поздний период) из Саккары

Хотя в долине Нила с давних времён занимались овцеводством, овечья шерсть считалась ритуально нечистой. Для изготовления одежды использовали только льняные ткани. Ткать полотно могли и мужчины, и женщины, но прядением занимались исключительно женщины; судя по сохранившимся изображениям, особо искусные мастерицы могли прясть одновременно двумя веретенами, что, несомненно, требовало особой координации движений.
Мастерство древнеегипетских прядильщиц и ткачей поражает до сих пор. Сохранились образцы тканей, в которых на 1 квадратный сантиметр приходится 84 нити основы и 60 нитей утка; 240 метров такой нити весили всего 1 грамм. Легчайшие, почти прозрачные ткани, изготавливавшиеся египетскими мастерами из таких нитей, сравнивались с «дыханием ребёнка» или «сотканным воздухом» и ценились буквально на вес золота.
Древнеегипетские ткани окрашивались в различные цвета, чаще всего в красный, зелёный и синий; в эпоху Нового царства (1580—1090 гг. до н. э.) появились жёлтые и коричневые красители. В чёрный цвет ткани не окрашивали. Траурным считался голубой цвет одежды. Но самым распространённым и любимым у всех слоёв населения был белый цвет.
Ткани могли быть как однотонными, так и узорчатыми. Излюбленными орнаментальными мотивами были перья (символ богини Исиды) и цветы лотоса. Рисунок наносился на ткань с помощью вышивки или особого способа окраски с применением различных протрав.
Божествами, связанными с ткачеством и одеждой, были Хеджхотеп и Таит.

## Одежда

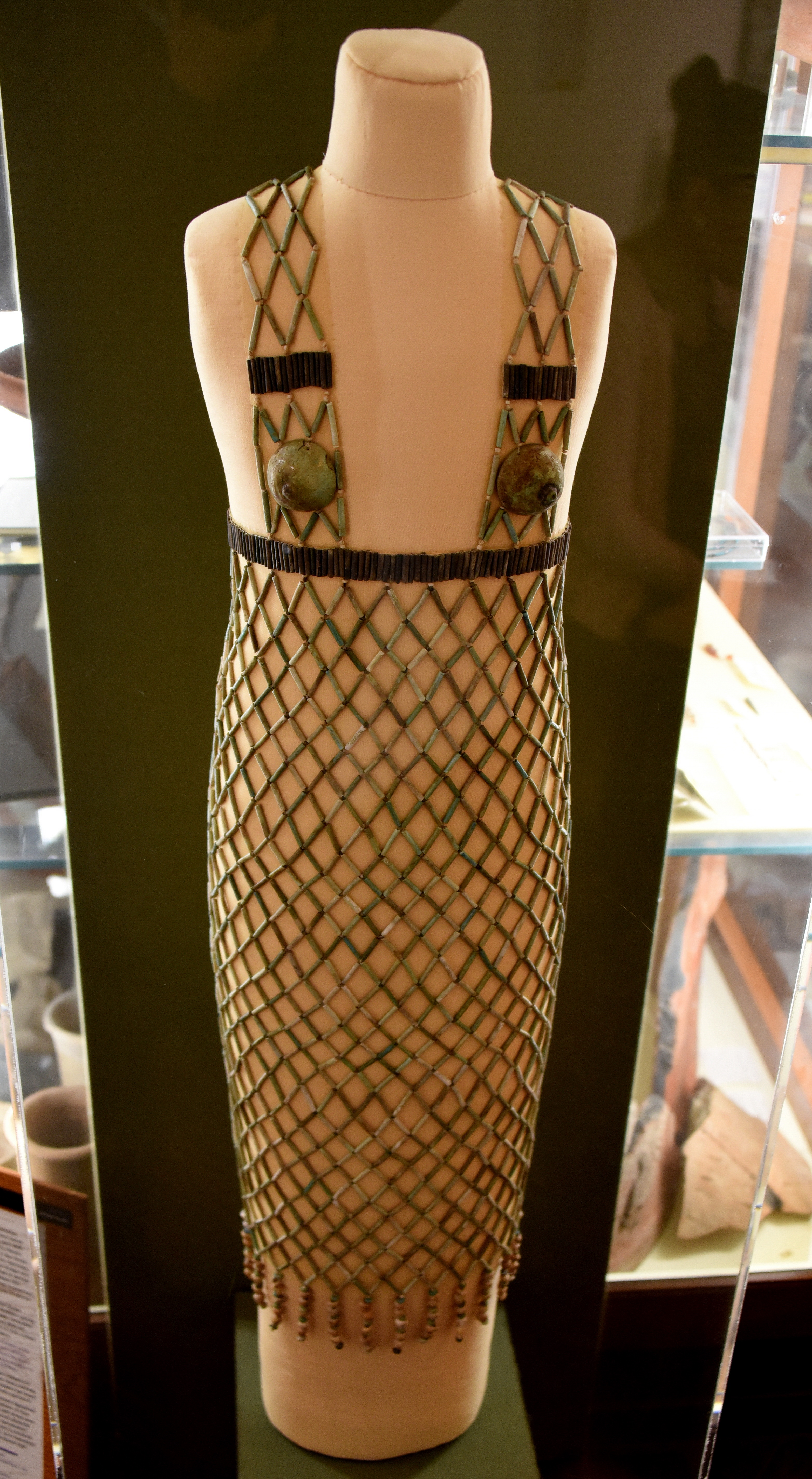
Платье из нитей и бусин V династии (ок. 2400 до н. э.). Музей Египетской Археологии Питри

В Древнем Египте наиболее распространённым типом одежды была одежда драпированная, позже — облегающая, но никогда не распашная. Покрой и форма одежды (как мужской, так и женской) на протяжении веков менялся медленно; долгое время одежда разных сословий не отличалась по крою, но сильно различалась по качеству используемых тканей и отделки.
В эпоху Древнего царства (3000 — 2400 годы до н. э.) единственной одеждой мужчин, являющейся единой для всех сословий на протяжении всей истории была набедренная повязка — шендит . Она представляла собой полосу ткани, обмотанную вокруг бёдер и закреплённую на талии поясом. Судя по изображениям, существовало множество способов повязывания шендита, различавшихся в зависимости от длины ткани и расположения складок, благодаря чему и эта скромная одежда могла выглядеть нарядной и даже изысканной. Вместе с шендитом (а иногда и без него) носили узкий передник из более плотной ткани или кожи, треугольный или овальный формы. Никакой другой одежды даже фараоны долгое время не использовали.
В эпоху Нового царства основной одеждой фараона становится сусх. Он состоял из рубашки и  синдона из тонкой плиссированной ткани, который драпировался вокруг бёдер.
Синдоном называлась часть мужской одежды эпохи Нового царства. Это был кусок драпированной или плиссированной ткани, который обёртывали поверх калазириса вокруг бёдер и спереди завязывали.
Разным санам жрецов предписывались запреты и указания на ношение той или иной одежды. Геродот (V век до н. э.) и Апулей (II век н. э.) отмечают, что жрецам не дозволялось носить шерстяную одежду, но лишь льняную. А sem-жрецы (егип. Sm / Stm) накидывали на плечи леопардовую шкуру и оставляли на голове юношеский локон.
В эпохи Древнего, Среднего и Нового царств распространённой женской одеждой был облегающий калазирис. До эпохи середины XVIII династии он представлял собой сарафан на бретельках длиной от груди до лодыжек. На статуях широкие бретельки прикрывают грудь, а на некоторых рисунках и рельефах она обнажена. В отличие от изображений женщин в тесно облегающих платьях сохранившиеся экземпляры свидетельствуют о льняных мешковатых одеждах, скрывающих, но не обнажающих наготу. Старейшее из известных сегодня платьев найдено в египетском Тархане в 1913 году и датируется 3482 — 3102 годами до н. э.

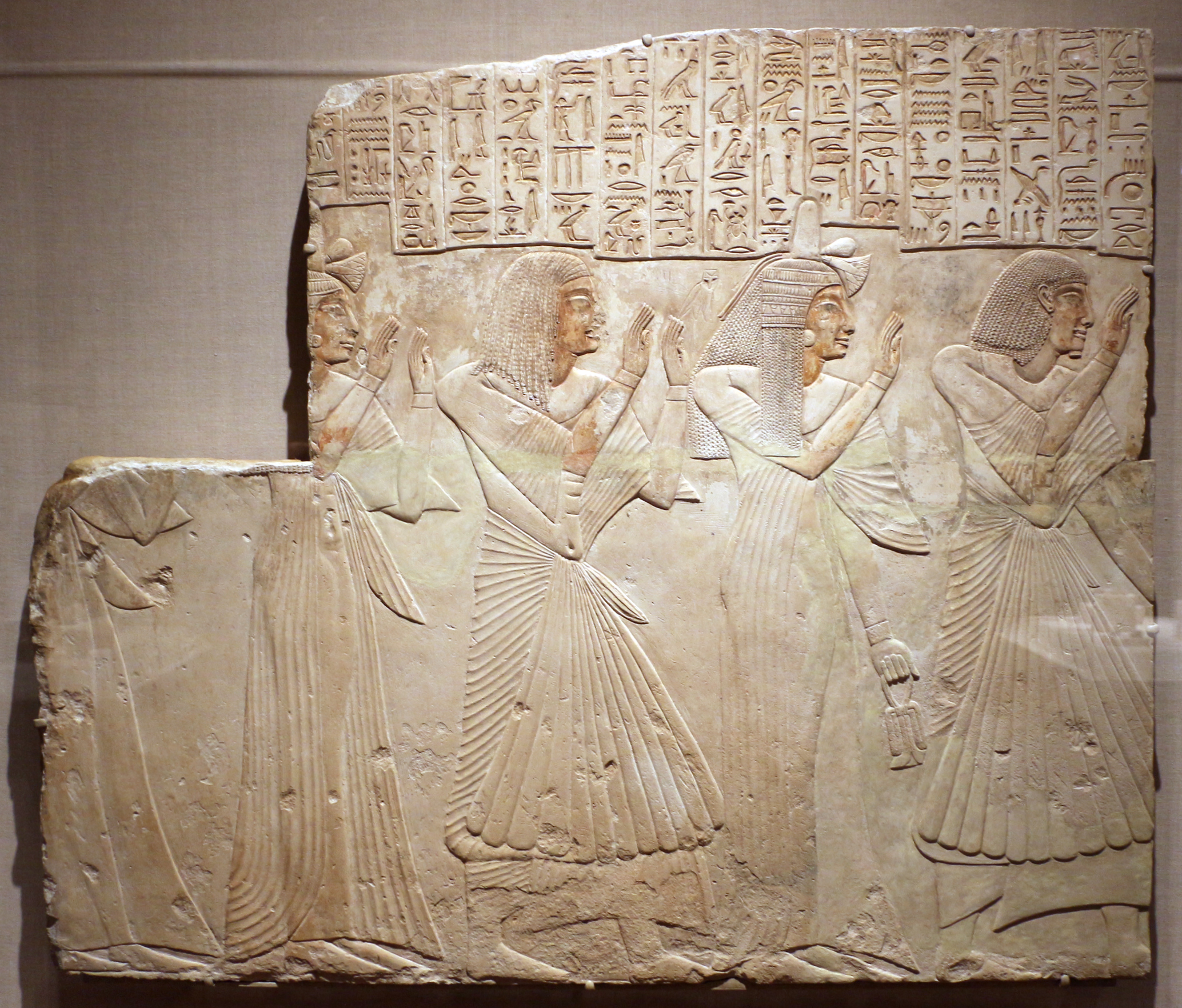
Плиссированные накидки, ок. 1279—1257 годы до н. э. (правление Рамсеса II)

Калазирис из тонких тканей был привилегией исключительно знатных египтян. А в эпоху Нового царства появляется калазирис из плиссированной ткани, калазирис с заложенной крупными складками широкой оборкой, а также расшитый сверху сеткой из керамических бус.
Со временем древнеегипетская одежда заметно усложняется. Традиционные шендиты и калазирисы сохраняются лишь в обиходе простолюдинов; в костюме знати они начинают играть роль нижнего белья. У мужчин входит в обычай надевать по нескольку шендитов, причём верхний нередко делался из прозрачной ткани и ниспадал почти до земли. В эпоху Нового царства у мужчин и женщин в моду вошёл заимствованный у сирийцев нарамник — длинная и широкая накладная одежда из тонкой ткани. Его покрой был очень простым: полотнище ткани, прямое или расширенное на концах, длиной в два человеческих роста, складывали пополам и на месте сгиба делали прорезь для головы, а по бокам сшивали, оставляя отверстия для рук. Его надевали поверх шендита или калазириса и подпоясывали таким образом, что получались как бы широкие рукава. Иногда к нарамнику пришивали настоящие рукава, и он превращался в рубашку. Мужчины обычно носили нарамник с синдоном — длинным шарфом, который обёртывали поверх нарамника вокруг бёдер и завязывали спереди так, что концы свисали вниз. Женщины поверх нарамника накидывали тонкий плащ, затянутый узлом на груди и оставлявший открытым правое плечо. Лёгкие, полупрозрачные ткани, окутывавшие тело человека словно бы дымкой, придавали ему черты изящества и изнеженности. Такая одежда видоизменяла облик своего хозяина, украшала его, позволяла скрывать недостатки фигуры. В качестве отделки для нарядов древние египтяне использовали плиссировку, бахрому, золотые блёстки и фаянсовый или стеклянный бисер.

## Аксессуары
Костюм древних египтян состоял из небольшого числа элементов, благодаря чему особое значение приобретали аксессуары. Именно они, наряду с украшениями, служили основными носителями информации о социальном статусе своего владельца.
Самым распространённым из аксессуаров был пояс. Простолюдины подпоясывались узкими кожаными ремешками; состоятельные люди, напротив, носили длинные тканые пояса-ленты (чаще всего — красные или синие, иногда — узорчатые). Царь в торжественных случаях надевал поверх матерчатого пояса ещё один — золотой. Спереди к нему крепился церемониальный передник из золотых пластинок, соединённых полосками из бус и украшенных цветным стеклом; снизу он был оторочен бахромой из маленьких золотых уреев. Сзади к царскому поясу с помощью специального полого цилиндрика подвешивался хвост. Первоначально это был самый натуральный бычий хвост, что соответствовало одному из титулов фараона — «Могучий Бык Двух Земель»; со временем настоящий хвост заменили связкой бус (два таких ритуальных хвоста были найдены в гробнице Тутанхамона).
Древним египтянам были известны перчатки и рукавицы. Рукавицы изготовлялись из полотна и применялись для защиты рук от мозолей и травм при стрельбе из лука или управлении колесницей. Перчатки (матерчатые или кожаные) имели, видимо, церемониальное назначение.

## Обувь

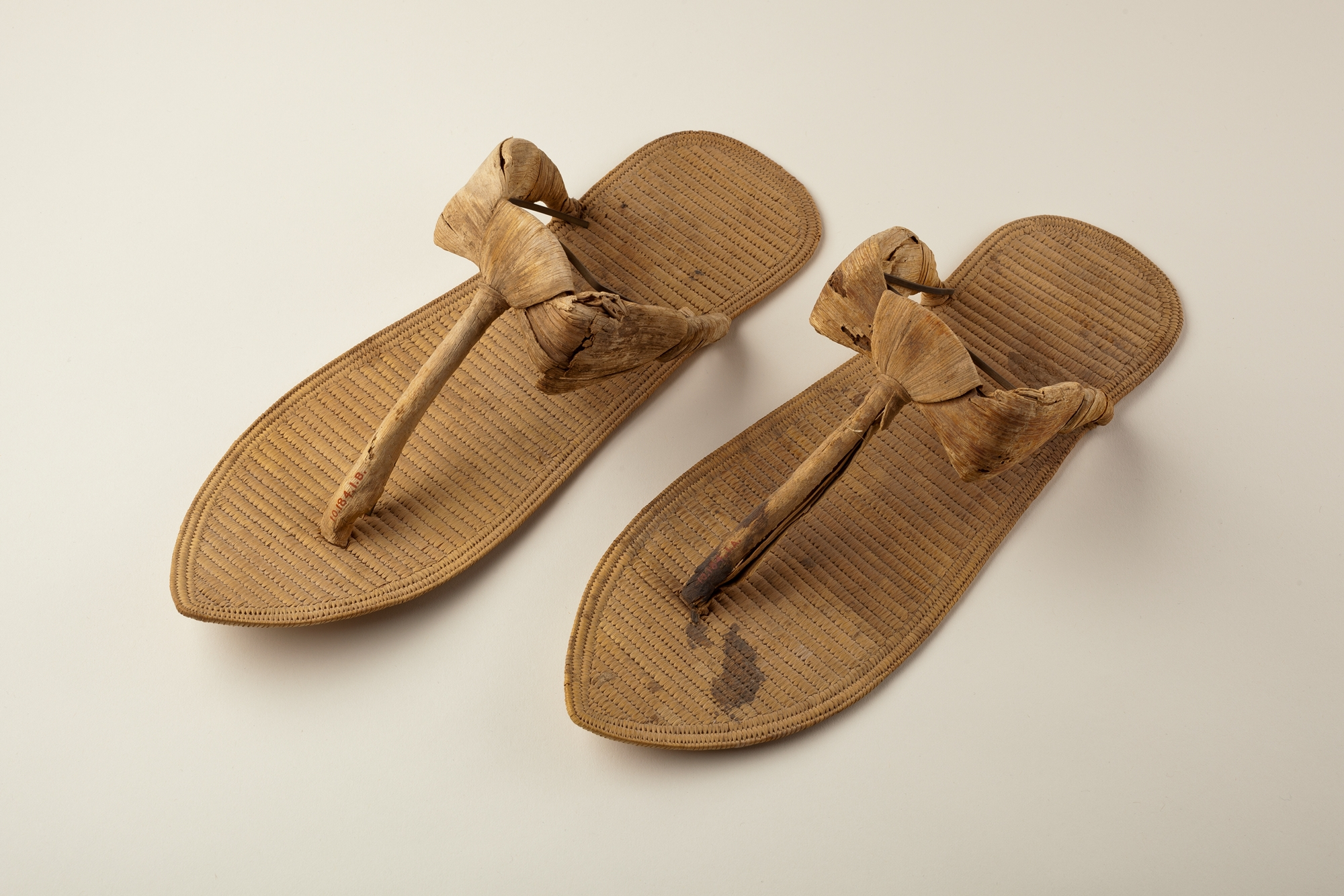
Тростниковые сандалии из гробницы Юи и Туи (ок. 1390—1352 до н. э.), Музей Метрополитен

Долгое время единственным видом обуви у древних египтян были сандалии. Очень простые по форме, они представляли собой лишь подошву (иногда с загнутым кверху носком), к которой крепились два ремешка: один ремешок начинался у большого пальца и соединялся с другим, охватывавшим подъём ноги, благодаря чему обувь напоминала стремя. Изготовлялись сандалии обычно из кожи или листьев папируса. В царских гробницах археологи неоднократно находили золотые сандалии, однако пока ещё не ясно, употреблялась ли такая обувь при жизни владельцев, или же она являлась только принадлежностью погребального обряда, своего рода древнеегипетским аналогом «белых тапочек».
В период Нового царства появились и другие фасоны обуви. В одном из сундуков, обнаруженных исследователями в гробнице Тутанхамона (KV62), среди прочих вещей оказались шлёпанцы без каблуков, с кожаными носками, расшитые мелкими золотыми блёстками. Также в гробнице обнаружены сандалии Тутанхамона с изображением девяти луков (основных врагов Египта), которых фараон символически «попирает, топчет».
Несмотря на то, что обувь была такой простой, египтяне её очень берегли. Крестьяне, отправляясь в город по делам, часто несли свои сандалии в руках и обувались только на месте. Знатные люди тоже часто ходили босиком, особенно у себя дома.

## Волосы

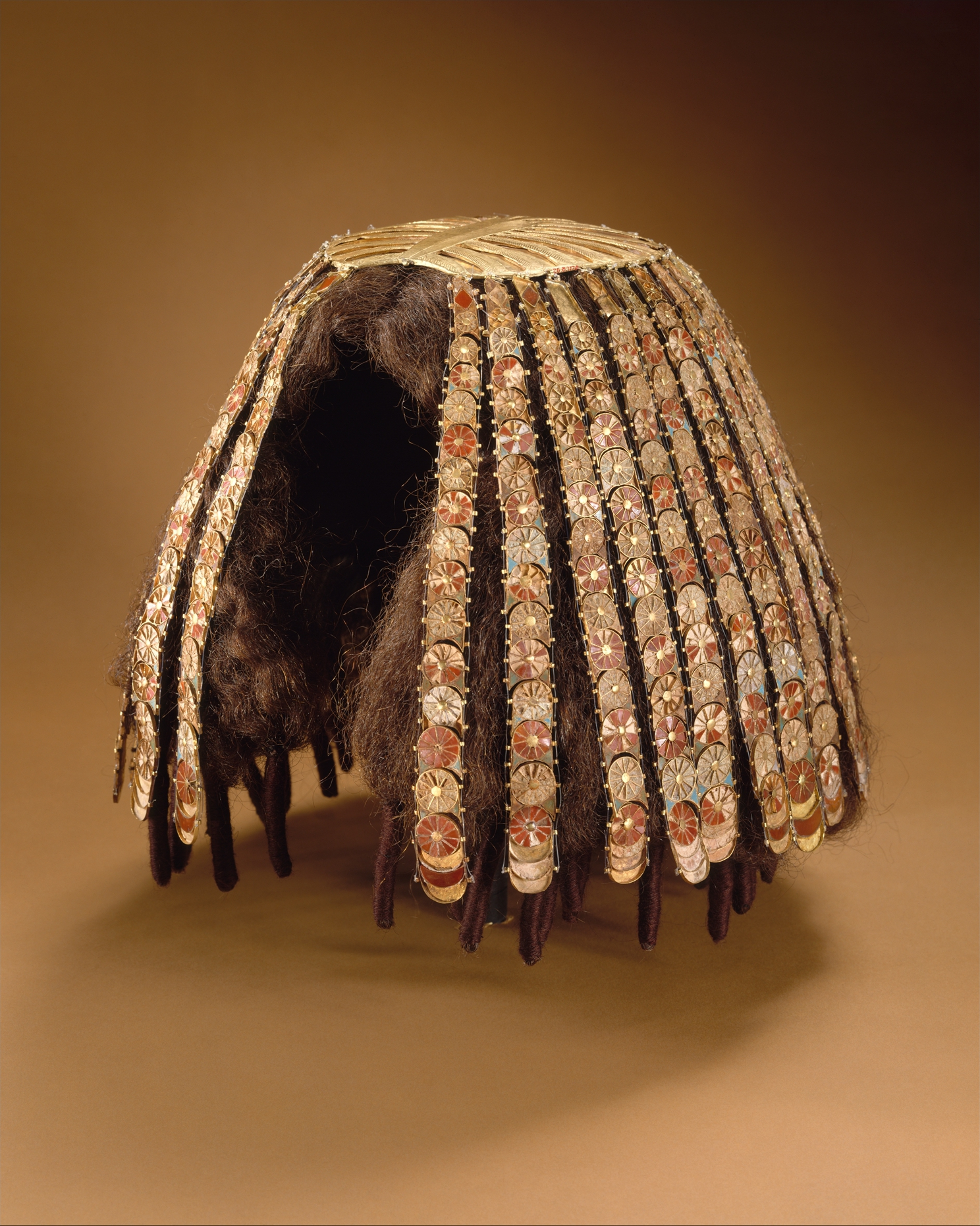
Женский парик (1479—1425 до н. э.) из гробницы Менхет, Менуи и Мерти, Музей Метрополитен

Характерной чертой всех древнеегипетских причёсок была строгость и чёткость линий, за что они получили название «геометрических». Большинство египтян из-за жаркого климата носило простые причёски из коротко остриженных волос.
Нередко египтяне сбривали волосы с тела из гигиенических соображений. Особенно это касалось жрецов, чей статус предполагал постоянное соблюдение чистоты. Согласно Геродоту, «в других странах жрецы богов носят длинные волосы, а в Египте они стригутся… каждые три дня жрецы сбривают волосы на своём теле, чтобы при богослужении у них не появилось вшей или других паразитов».
Всё свободное население Египта носило парики. Их форма, размеры и материал указывали на социальное положение владельцев. Парики изготовлялись из натуральных волос, шерсти животных, растительных волокон и даже верёвок. Их окрашивали в тёмные тона, причём самыми модными считались тёмно-коричневый и чёрный цвета.
Рыжие волосы мумии Рамсеса II окрашены хной.
Судя по сохранившимся изображениям, известно было множество фасонов париков. Чаще всего они доходили до плеч, но в торжественных случаях надевали длинные парики, завитые крупными параллельными локонами. Причёски обильно пропитывались душистыми маслами, эссенциями, клейкими составами. На изображениях головы знатных египтян и их супруг очень часто увенчаны небольшими беловатыми конусами, сделанными, вероятно, из воска или твёрдого жира, смешанного с благовониями. В ходе праздника или пира конус постепенно таял, придавая волосам своего владельца изысканный аромат.

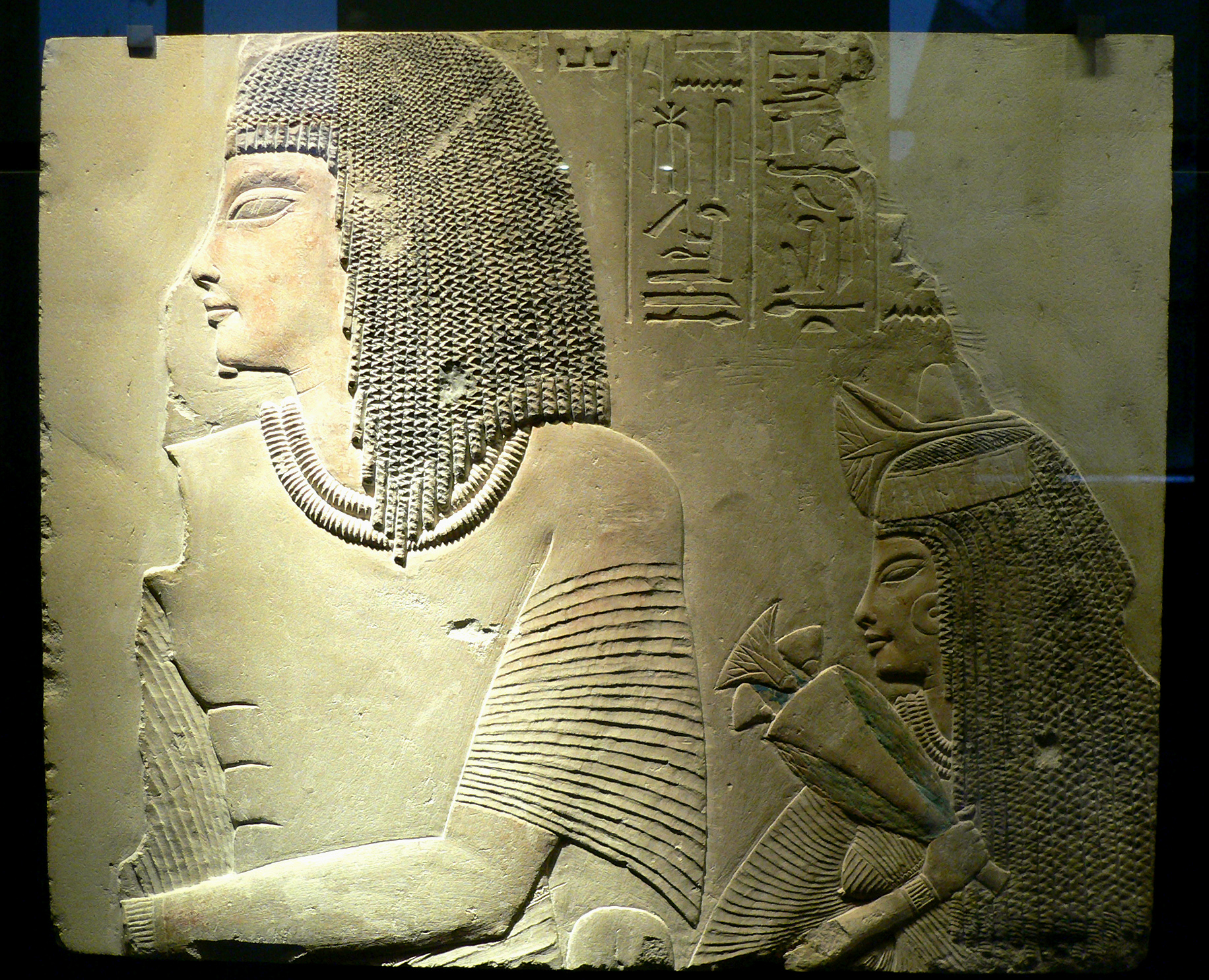
Изображение Аменмоса и его жены Депет, Саккара, XVIII династия. Лувр, 26 зал

Женские причёски во все времена были значительно длиннее мужских и более замысловатые. Древнеегипетские аристократки, как и их мужья, нередко брили голову и надевали парики. Самыми типичными причёсками на париках были две: первая — все волосы разделялись продольным пробором, плотно облегая лицо с обеих сторон, и ровно подстригались на концах; верх парика был плоским. Вторая причёска имела форму шара. Со временем получил распространение большой завитой парик, три пряди которого спускались на грудь и спину. Причёски делали и из собственных волос, свободно распуская их по спине и украшая концы кисточками или шариками из ароматических смол. Часто волосы завивали кудрями — такая завивка получалась после расчёсывания мелких тонких косичек. Широко применялась завивка, которая делалась при помощи холодной укладки (для этого пряди волос наматывали на деревянные палочки и обмазывали илом, а когда он высыхал, его стряхивали, а волосы расчёсывали). Лукас А., проведя исследования париков, обнаружил пчелиный воск, который он считает подходящим материалом для завивки.

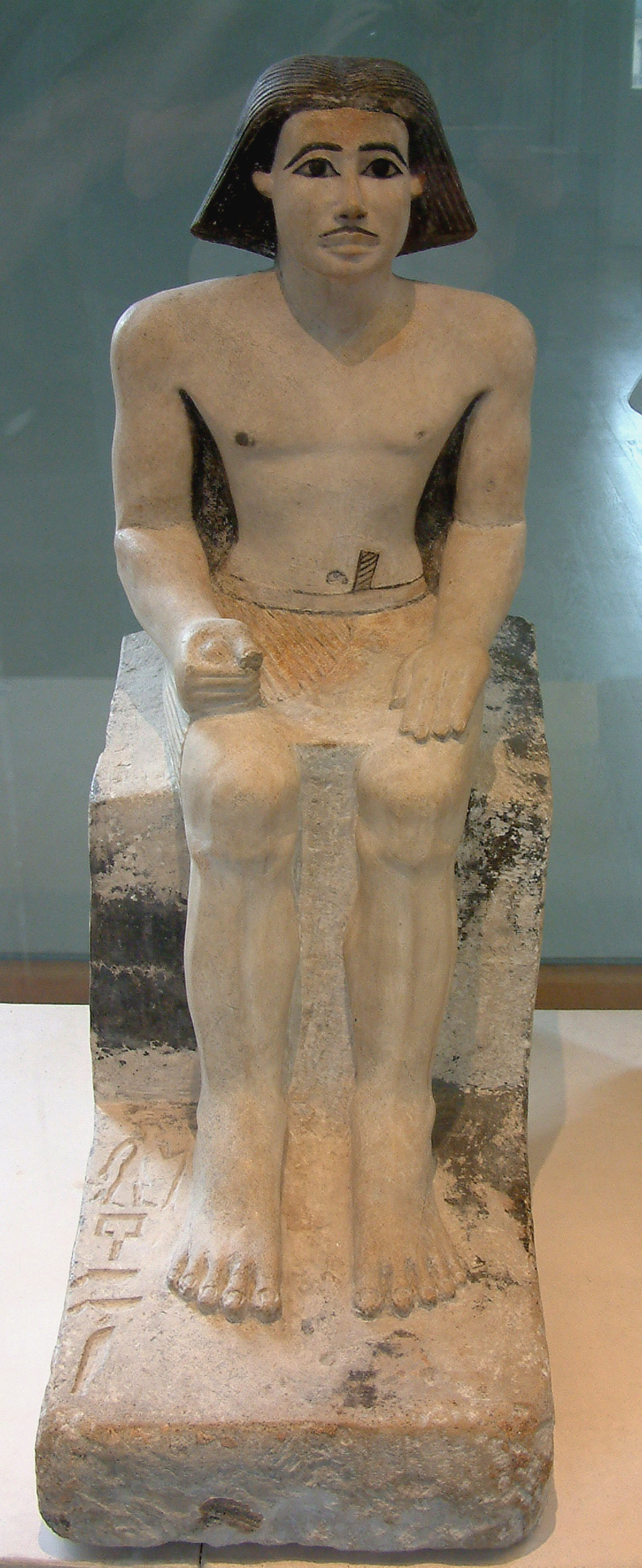
Дворецкий Кети с усами (IV династия), Лувр

В медицинских папирусах сохранились рецепты от морщин и облысения (Папирус Эберса, Папирус Эдвина Смита).
Детям — мальчикам и девочкам — сбривали волосы, оставляя одну или несколько прядей (девочкам — на темени, мальчикам — по бокам головы). Эти пряди закручивали в локон (такая причёска называлась «локон юности») или заплетали в косу на левом виске.

### Усы
Мода на усы и бороду менялась из века в век, уступая в целом по популярности гладко выбритым лицам. Судить о такой моде можно по сохранившимся скульптурным портретам (например, Рахотепа и фараона Микерина) и погребальным маскам. При этом, в период траура бриться запрещалось.
Накладная цилиндрическая бородка фараона была одной из царских регалий, символизировала мужественность и силу. Её, как и парик, делали из шерсти или из срезанных волос, перевитых золотыми нитями, и подвязывали к подбородку шнурком. Этой церемониальной бороде могли придавать разные формы, но самой распространённой была загнутая на конце косичка, похожая на кошачий хвост.

## Головные уборы
Справа: серебряная диадема с золотым уреем и фаянсовой инкрустацией, найденная в гробнице Иниотефа VII (XVII династия). Лейденский музей
Ввиду того, что большинство египтян носило парики, их головные уборы были довольно простыми. Рабы и крестьяне, работая в поле, покрывали головы косынками или маленькими полотняными шапочками. Знатные люди носили такие шапочки, вышитые бисером, под париками.
Самым популярным головным убором у представителей всех сословий был платок (клафт, или немес). Его повязывали поверх парика таким образом, что уши оставались открытыми. Два конца платка свисали на грудь, третий — на спину (иногда его перехватывали лентой или обручем). Клафт мог быть белым или полосатым, причём цвет полос зависел от статуса и рода занятий владельца: например, у воинов полосы были красные, у жрецов — жёлтые и т. п. Платок с синими продольными полосами мог носить только фараон. Он назывался клафт-ушебти и обычно дополнялся металлическим обручем с уреем или лентой. Однако во время различных торжеств фараон надевал корону — точнее, ту её разновидность, которая предписывалась придворным церемониалом для данного случая.
Были известны следующие виды корон: 1) белая корона Верхнего Египта (хеджет), напоминающая по форме кеглю или бутылку; 2) красная корона Нижнего Египта (дешрет), которая представляла собой усечённый перевёрнутый конус с плоским днищем и высокой приподнятой задней частью; 3) двойная корона (пшент), сочетавшая в себе две первые и символизировавшая единство страны; 4) синяя с красными лентами «боевая корона»; 5) «корона Амона» из двух перьев с золотым диском между ними; 6) корона атеф  — двойная корона, появилась после объединения Верхнего и Нижнего Египта (IV тыс. до н.э.); 7) «тростниковая корона» (хемхемет)— сложное сооружение из золотых перьев, бараньих рогов, змеек и солнечных дисков и др. Судя по сохранившимся скульптурам и рельефам, существовало до 20 разновидностей корон (ни одна подлинная древнеегипетская корона до нашего времени не дошла).
Обязательной принадлежностью любого царского головного убора был урей — золотое изображение кобры, которая являлась символом богини Уаджит, покровительницы Нижнего Египта. Его помещали надо лбом и иногда дополняли золотой головой коршуна — знаком Нехебт, богини Верхнего Египта.
Жрецы в храмах во время совершения обрядов надевали гипсовые раскрашенные маски, изображавшие богов. Так, жрецы бога Тота носили маски в виде головы священной птицы ибиса, жрецы Анубиса — в виде головы шакала и т. п.
У женщин самыми распространёнными головными уборами были ленты и диадемы, одноцветные или украшенные орнаментом. Жёны фараонов часто изображаются в короне, имеющей вид коршуна с распростёртыми крыльями, выполненного из золота с инкрустацией из драгоценных камней или цветной эмали. Иногда поверх этой короны водружали высокие золочёные перья — шути (атрибут богини истины Маат) и изображение лунного диска — знак Хатхор, богини красоты и любви. Такой убор, разумеется, предназначался лишь для особых случаев. Вообще, создаётся впечатление, что головные уборы цариц не так уж строго определялись дворцовым ритуалом и больше отражали их личные вкусы. К примеру, прекрасная Нефертити отдавала предпочтение простому синему венцу цилиндрической формы, который позволял подчеркнуть изящную посадку головы и стройную шею.
Церемониальные головные уборы могли быть едины для мужчин и женщин. В эпоху Нового царства атеф становится основной короной цариц Египта.

## Украшения

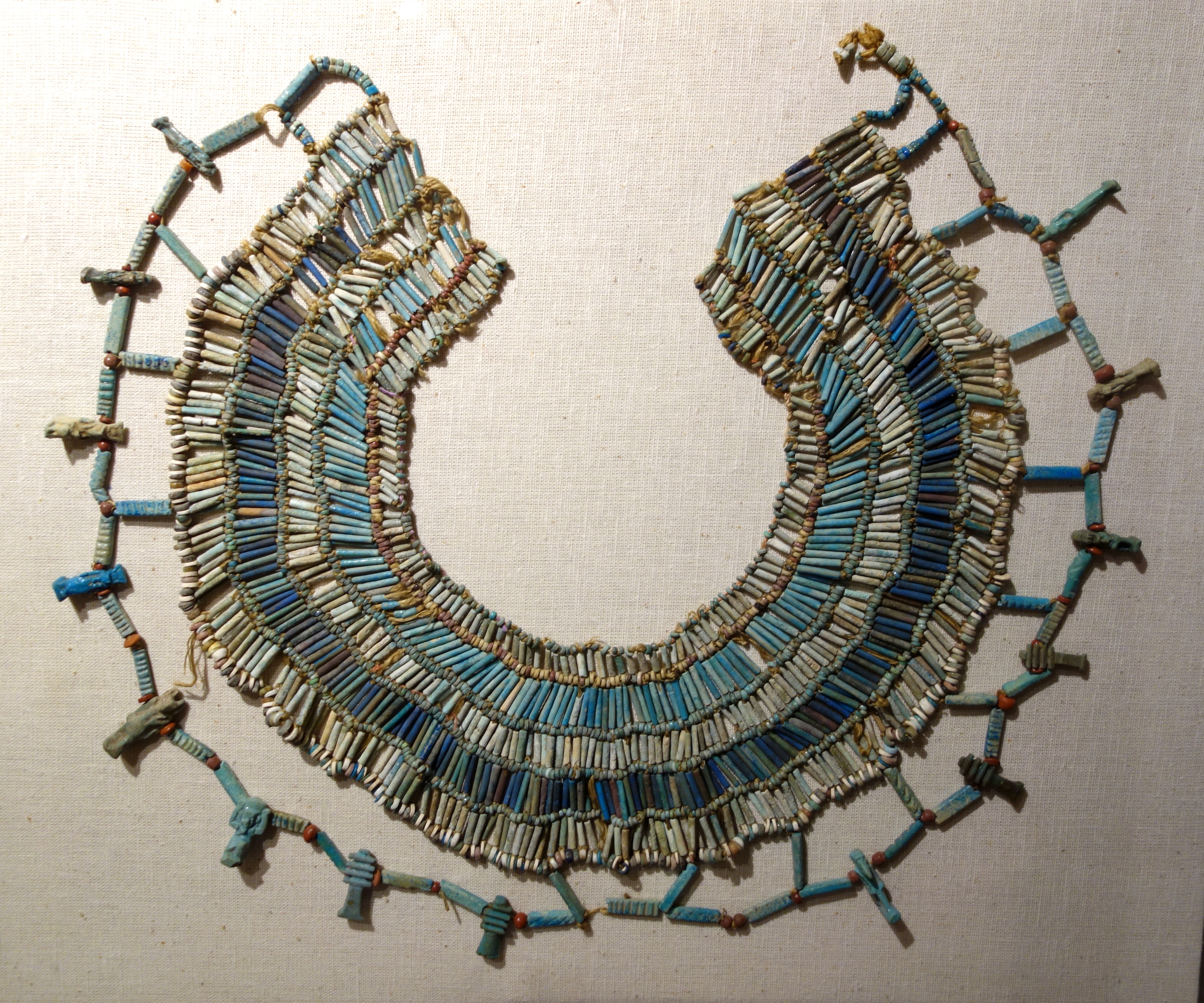
Воротник ок. 664—332 годов до н. э. (XXVI—XXX династии), Художественный музей Фитчберга

Для изготовления ювелирных изделий чаще всего применяли золото, богатые месторождения которого были открыты в Египте ещё в глубокой древности. При этом, больше всего ценили не столько стоимость материала, сколько его живописные свойства. Египетские мастера умели с помощью различных присадок придавать золоту разнообразные оттенки — от белого до зелёного. В украшениях золото всегда сочеталось с цветными эмалями и вставками из самоцветов и смальты. Широко применялся также электр — сплав золота с серебром; из него изготовляли повседневные предметы, а также крепления и связующие элементы в браслетах и ожерельях.
Серебро было редким и экспортировалось из Азии, отчего долгое время ценилось дороже золота. В восточной пустыне добывали яркие полудрагоценные камни (сердолик, аметист, яшму), на Синае — бирюзу. Лазурит насыщенного синего цвета в Египет попадал с территории современного Афганистана. Стекло и фаянс (глазурь на основе камня или песка) нередко заменяли камни, поскольку могли окрашиваться в различные цвета. Тех камней, которые сейчас считаются драгоценными — рубинов, сапфиров, алмазов, изумрудов — древние египтяне не знали. Древним египтянам были не  известны алмаз, опал, рубин и сапфир, на счёт изумруда мнения исследователей расходятся, т.к. изумруд сложно отличить от берилла и зелёного полевого шпата.

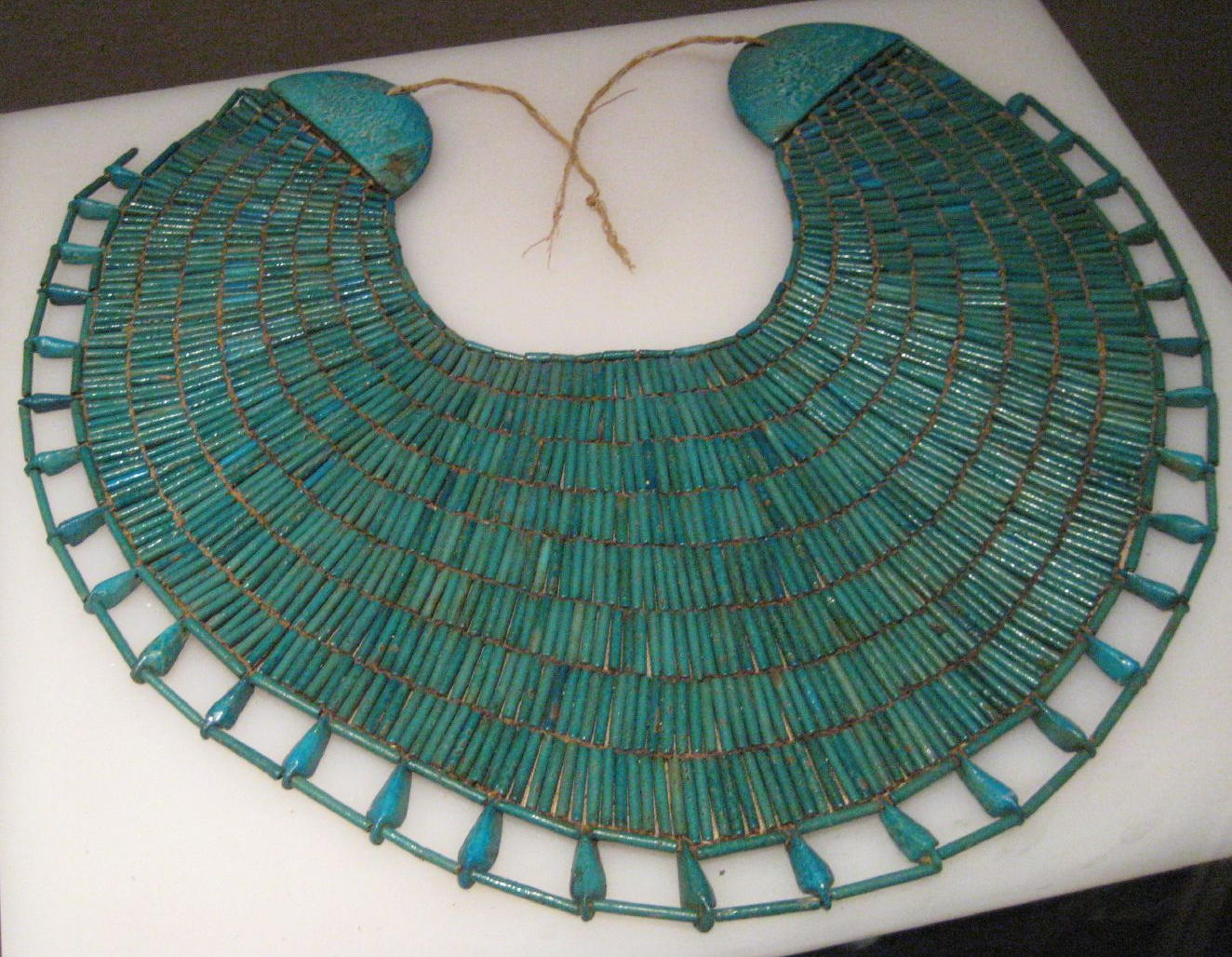
Усех придворного Ваха из его фиванской гробницы (XII династия). Метрополитен-музей

Самыми распространёнными из всех видов украшений были всевозможные ожерелья, особенно т. н. усех — большое ожерелье из нескольких рядов бус, символизирующее солнце. Оно делалось в форме разомкнутого круга, с завязками или застёжками на спине. Бусины самого нижнего ряда чаще всего имели каплевидную форму, остальные — круглую или овальную. Нередко бусины перемежались с золотыми рыбками, раковинками, скарабеями. Зачастую такое ожерелье было настолько широким, что целиком закрывало плечи и верхнюю часть груди, и очень тяжёлым — царское золотое ожерелье могло весить несколько килограммов. Чтобы оно красиво лежало, его обычно закрепляли на подкладке из кожи или полотна, так что оно превращалось в своеобразный воротник. Ожерелья были не только частью наряда — они служили также почётными знаками. Фараоны награждали золотыми ожерельями особо отличившихся военных и чиновников.
Помимо ожерелий, любимыми украшениями и мужчин, и женщин были браслеты, которые носили на руках (на предплечьях и запястьях) и на щиколотках. Браслеты могли быть самыми разнообразными — в виде двух чеканных пластин, соединённых застёжками, в виде массивных золотых колец, нанизанных бусин, золотых шнуров или лент. Носили также кольца со вставками из полудрагоценных камней. В ходу были кольца-печатки с выгравированными на них именами владельцев и изображениями богов. Чрезвычайно популярны были кольцевидные серьги (с подвесками или без них). Они иногда были такими большими и тяжёлыми, что деформировали ухо.

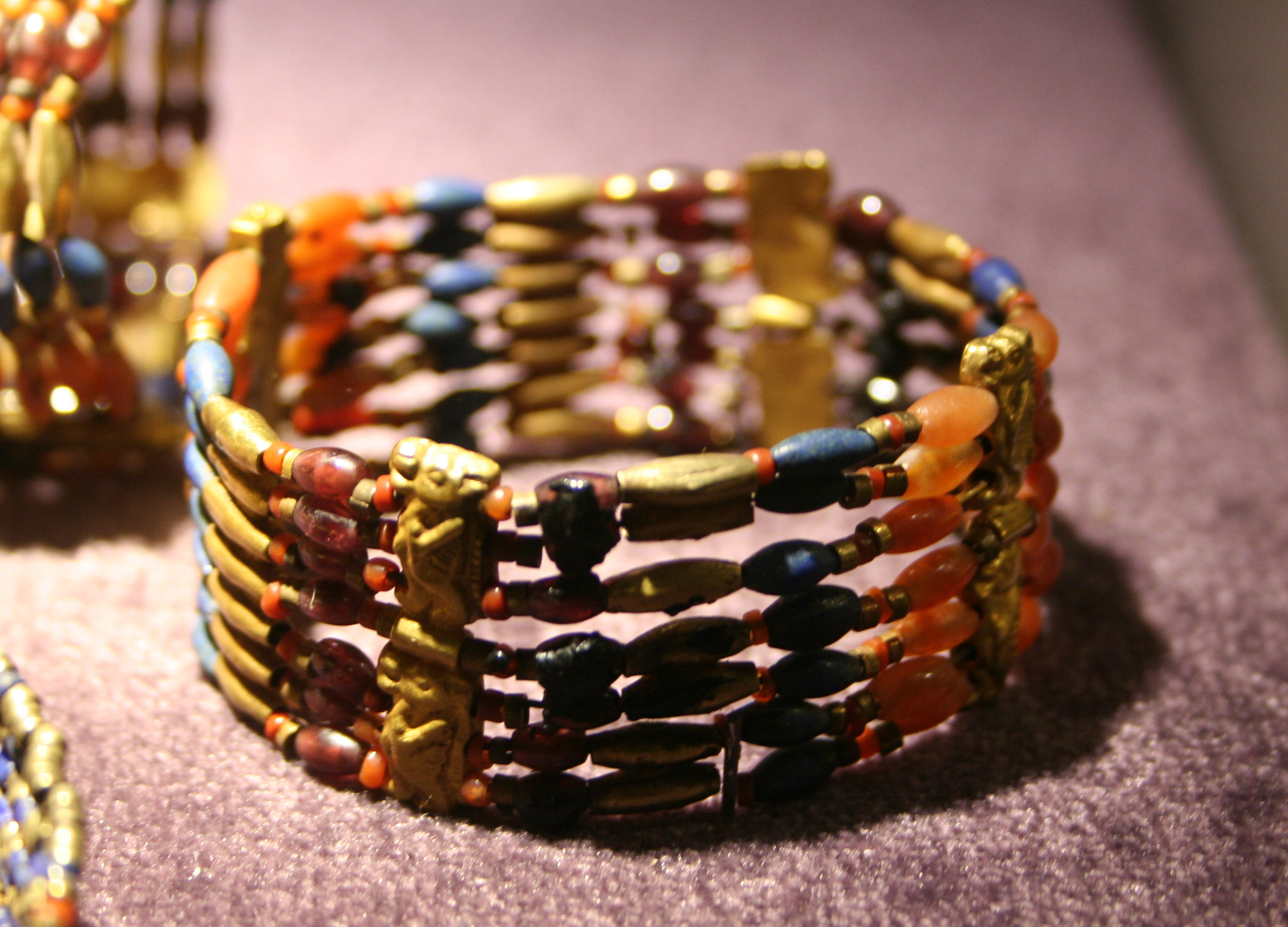
Браслет из Фив. XVIII династия. Музей Рёмера и Пелицеуса

Конечно, украшать себя золотом и самоцветами могла только знать. Но и люди скромного достатка любили украшения ничуть не меньше. Их украшения делались, как правило, из сравнительно дешёвых материалов — керамики, стекла, кости и т. п. Но по красоте и изяществу они порой ничуть не уступали ювелирным изделиям. Например, фаянсовым бусинам для ожерелий придавали форму бутонов и лепестков лотоса, васильков, маргариток, виноградных гроздьев, листьев и т. д., и окрашивали их в разные цвета. Чаще всего использовались различные оттенки голубого и зелёного, а также белый цвет. Такие ожерелья, надо полагать, очень красиво смотрелись на смуглой коже.
В качестве украшения древние египтяне охотно применяли живые цветы, из которых делали букеты, венки и гирлянды. Больше всего любили белые, голубые и розовые лотосы. Египетские дамы вставляли цветы лотоса в свои причёски так, чтобы они свисали надо лбом, и вдыхали их аромат.

Древнеегипетские украшения служили одновременно и амулетами, призванными защищать от болезней и дурного глаза, отгонять злых духов и т. п. Самой большой магической силой, как считалось, обладали «око Гора» уаджет (символ солнечного божества), «анх» — крест с петлёй наверху, обозначавший жизнь, а также фигурка жука-скарабея (символ воскрешения, мира и солнца). Амулет в виде ока Уджат бальзамировщики клали между погребальными пеленами мумии, амулет в виде скарабея — на сердце мумии.

Примеры украшений
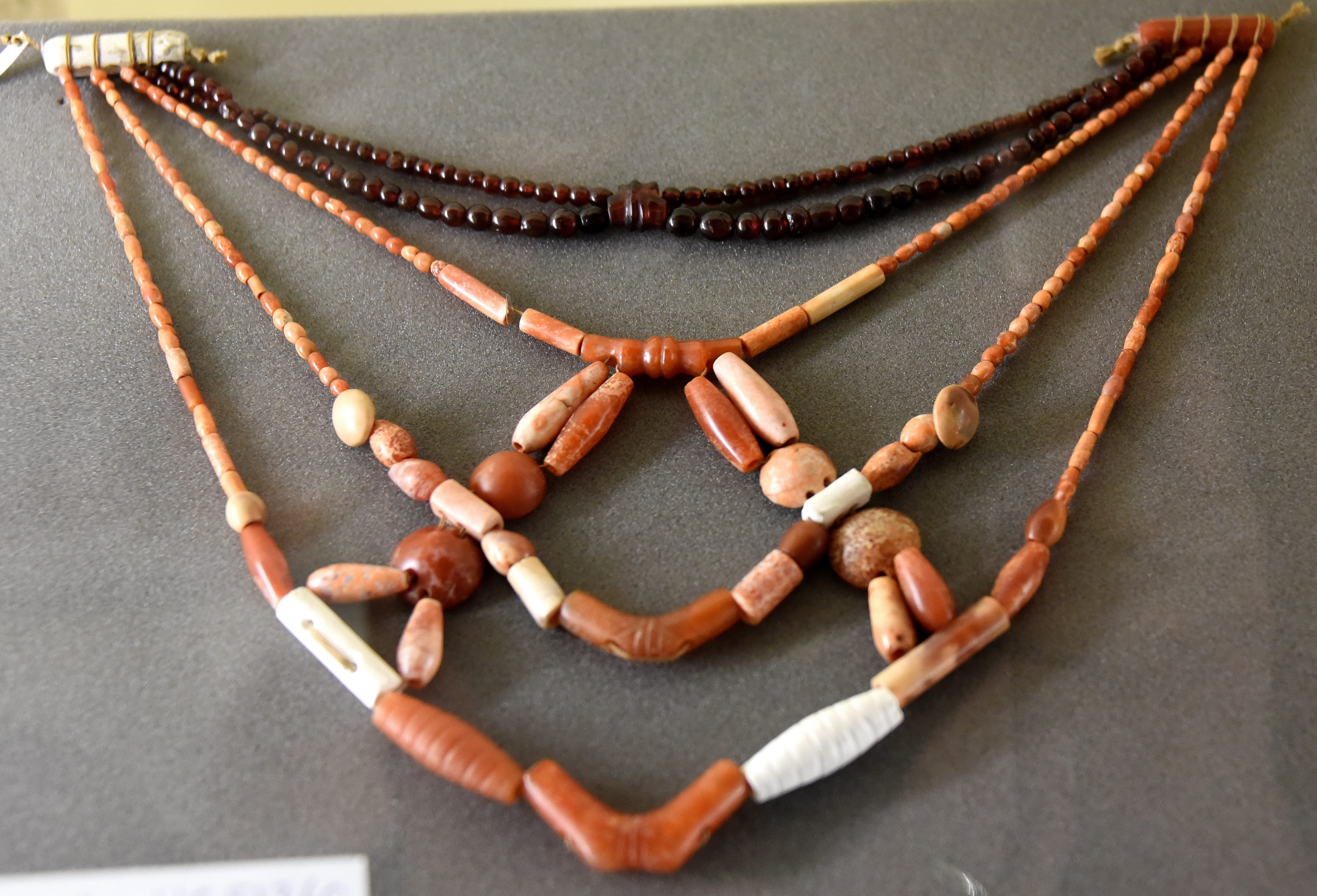
Бусы из разных видов бусин: сердолика, граната и коралла (I династия). Гробница Мены в Абидосе. Музей Питри
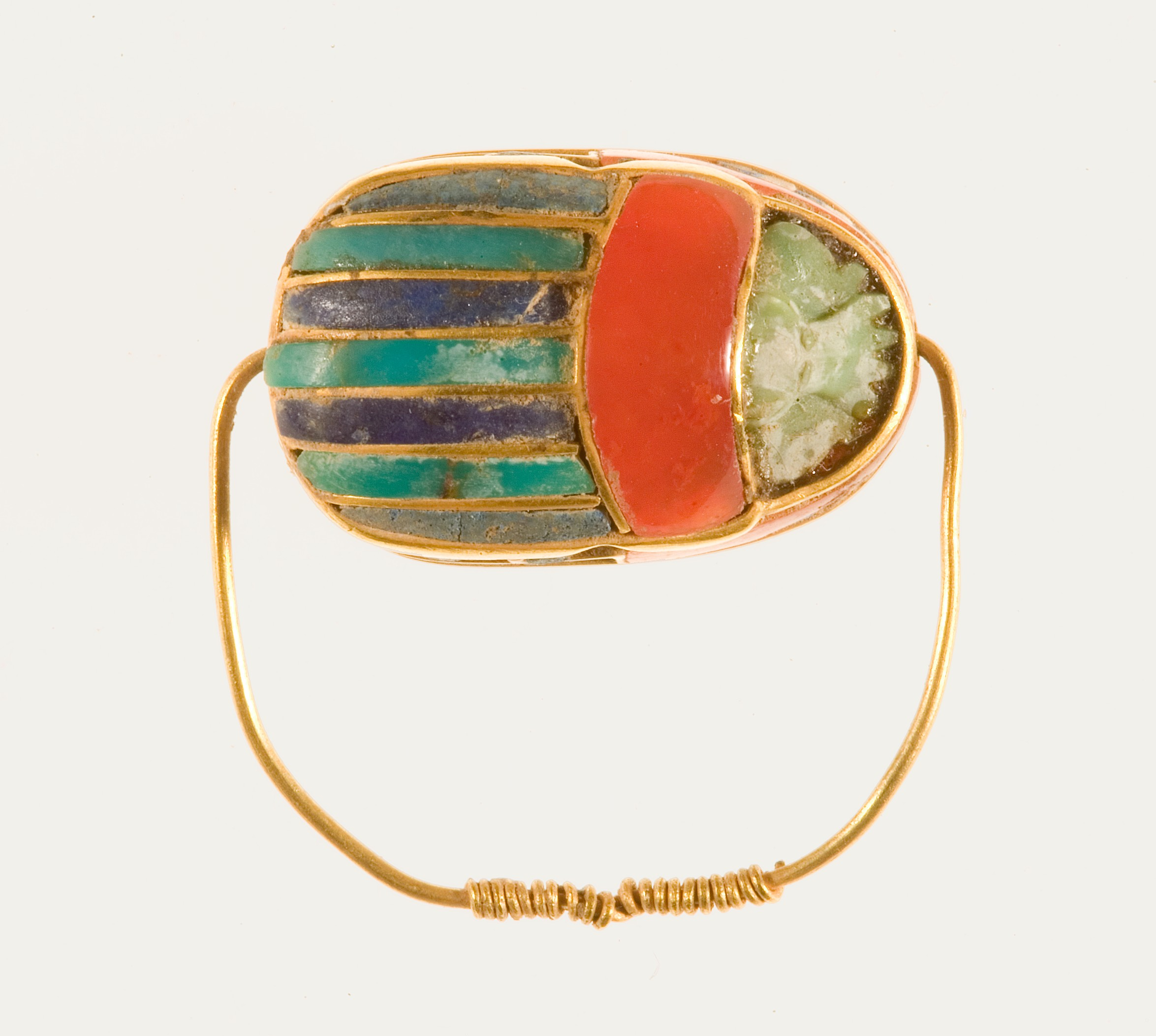
Кольцо дочери фараона Сенусерта II по имени Ситхатхорюнет, ок. 1887 –1813 годы до н.э. (XII династия). Метрополитен-музей
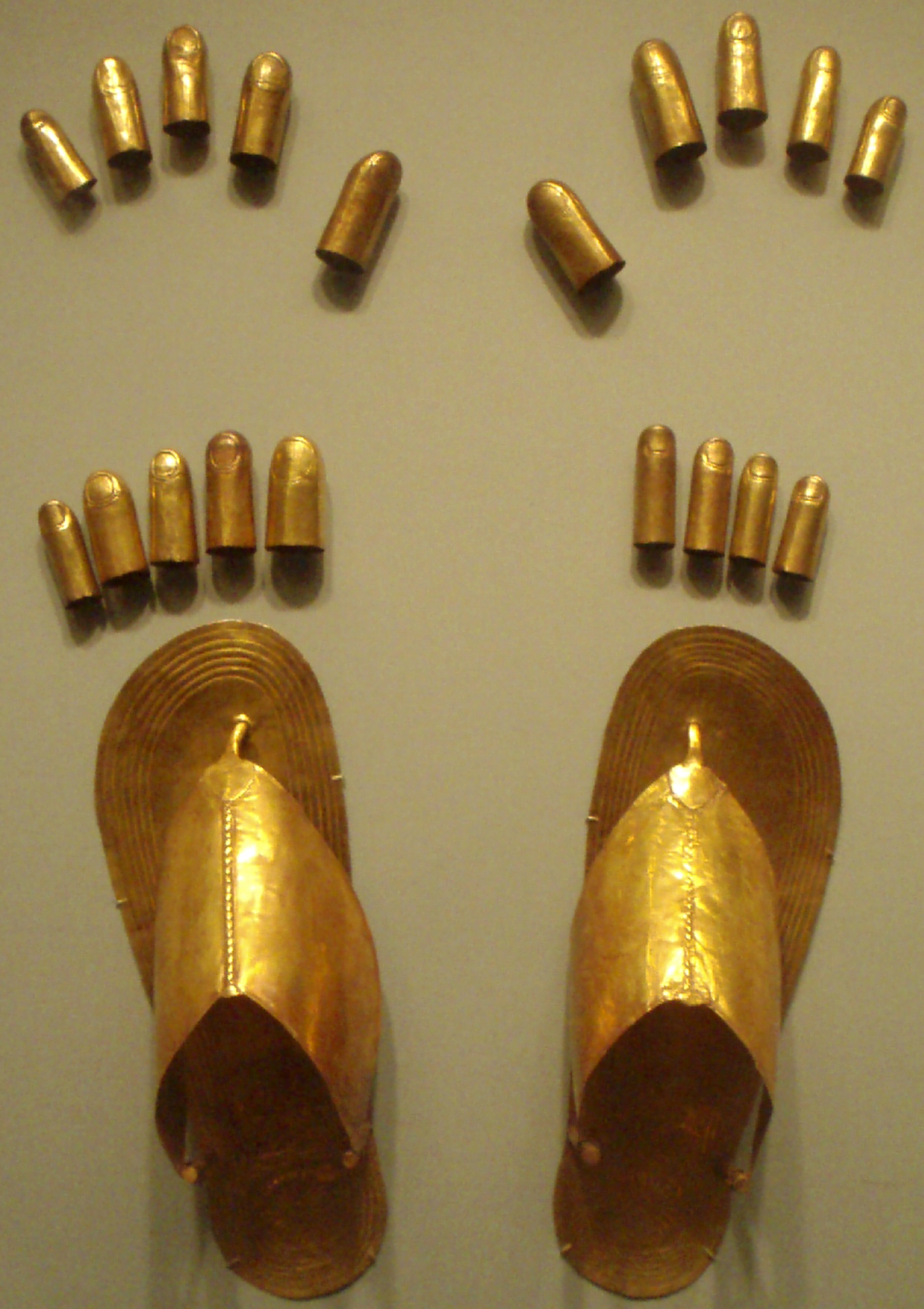
Золотые сандалии и напалечники из гробницы жён Тутмоса III, ок. 1479-1425 годы до н.э. Метрополитен-музей
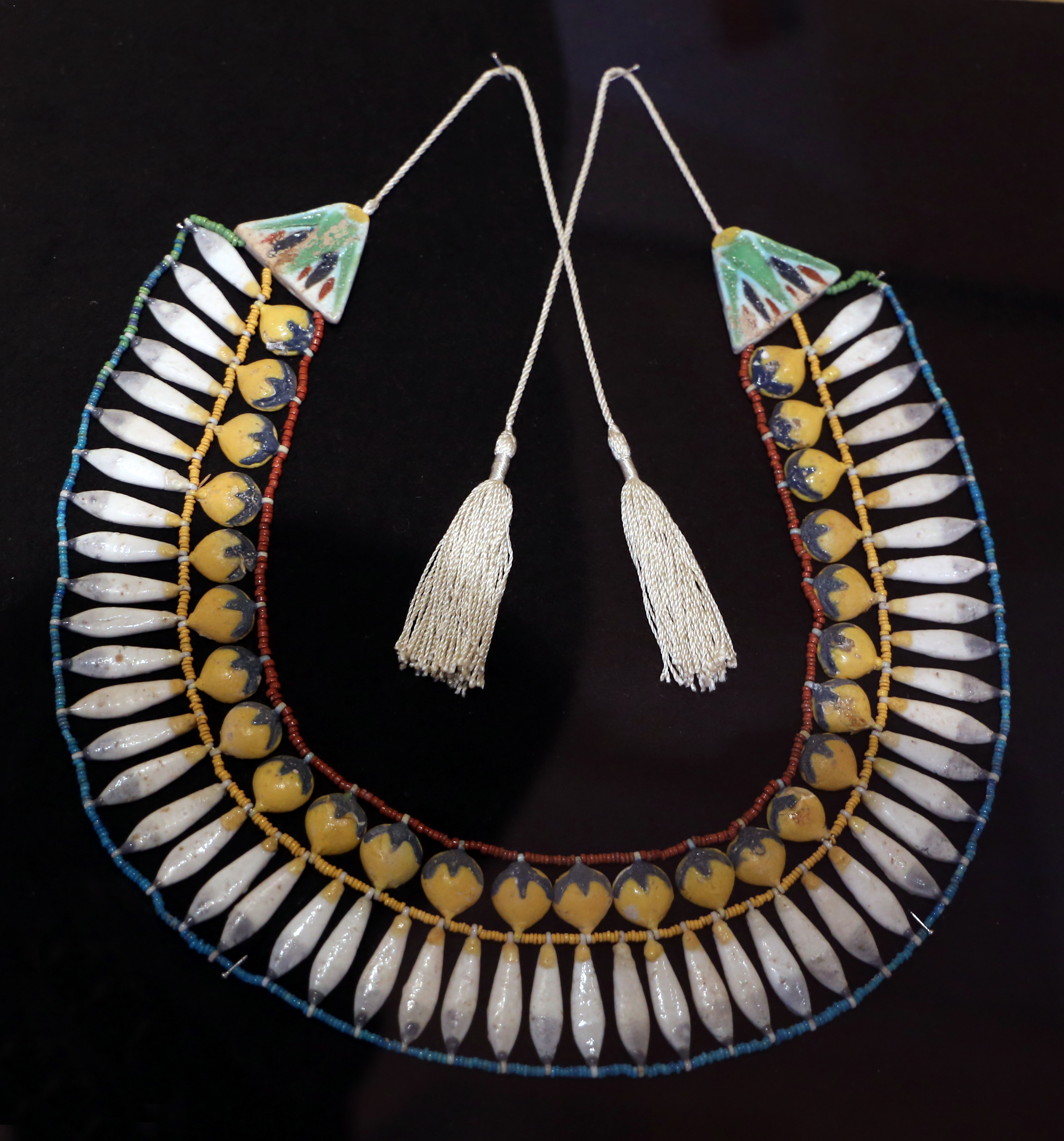
Фаянсовое ожерелье XVIII династии, ок. 1325 год до н.э. Лейденский музей
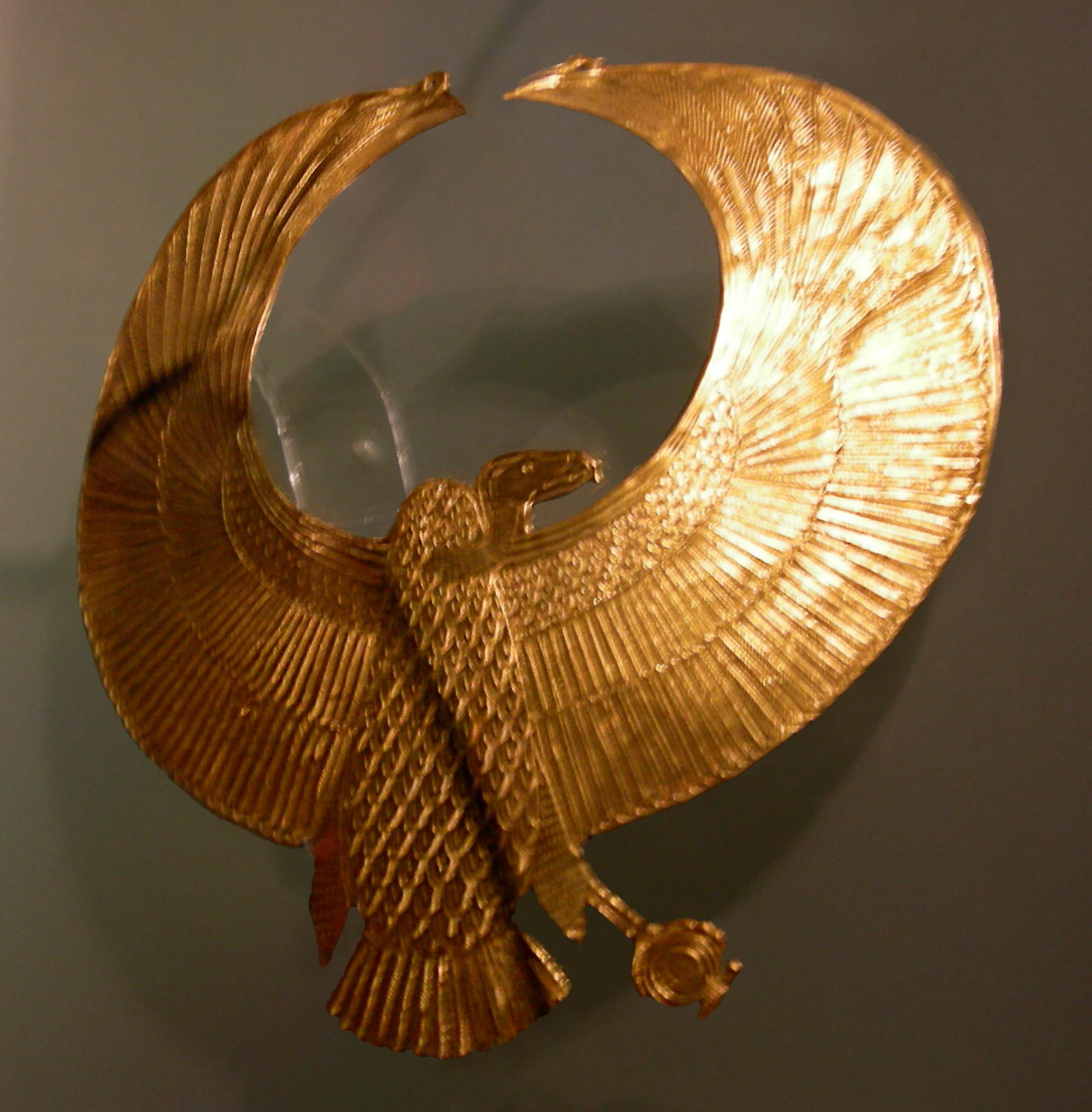
Пектораль в виде стервятника Нехбет из гробницы KV55
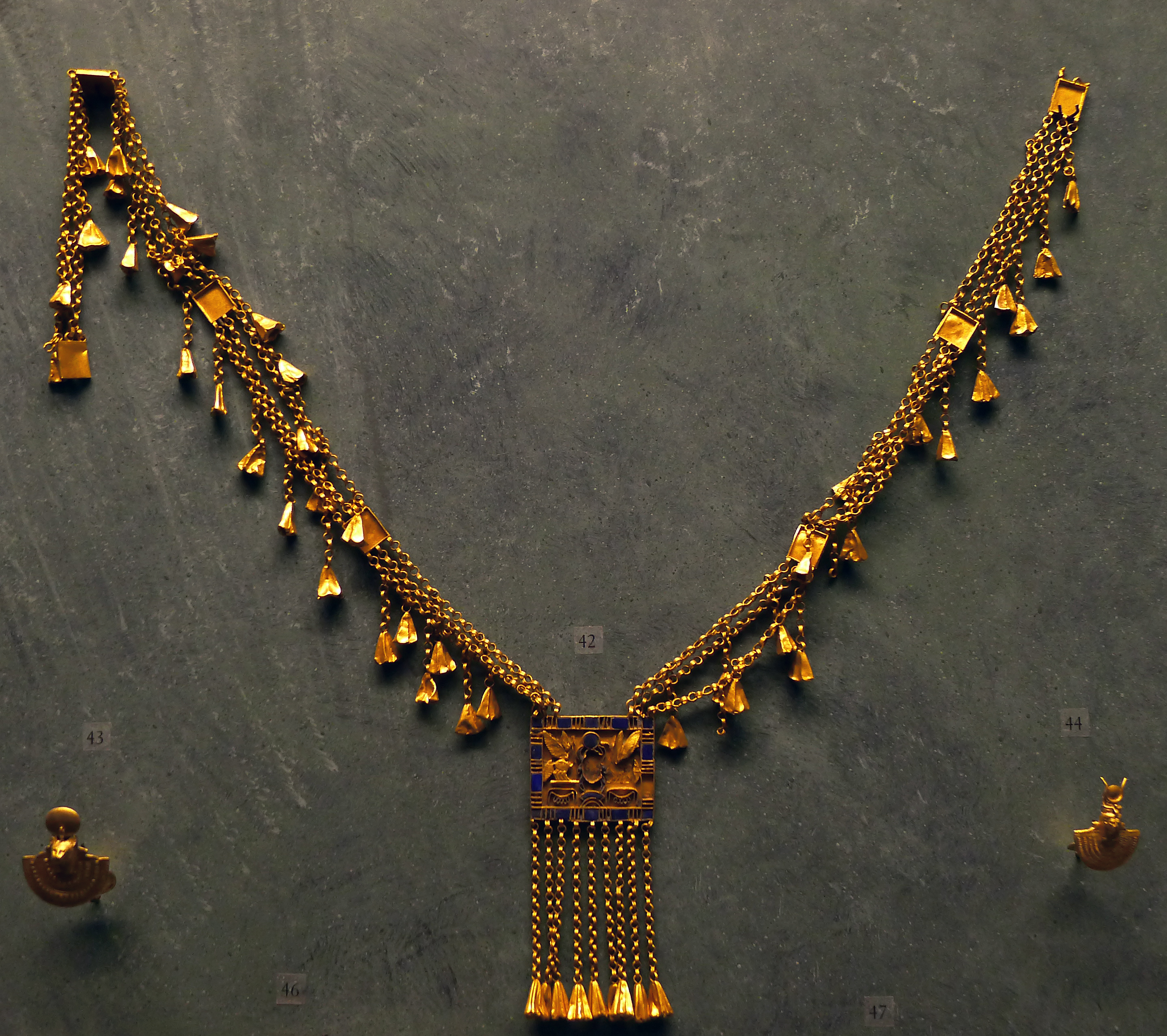
Золотое колье с растительным мотивом Пинеджема I (XXI династия). Лувр
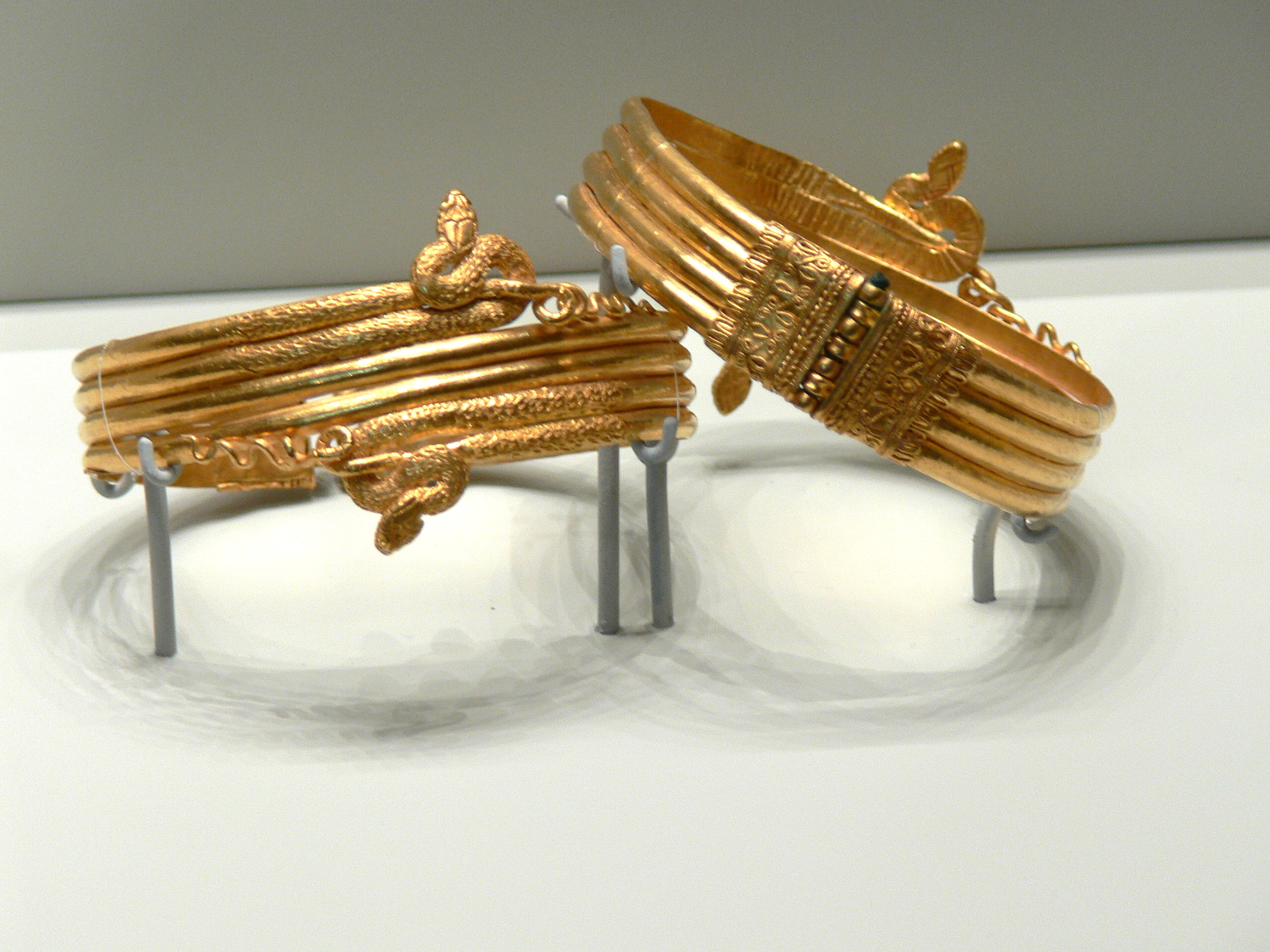
Золотые браслеты в виде змей эпохи Птолемеев из Александрии, ок. 220 - 100 годы до н.э. Getty Villa

## Косметика и парфюмерия

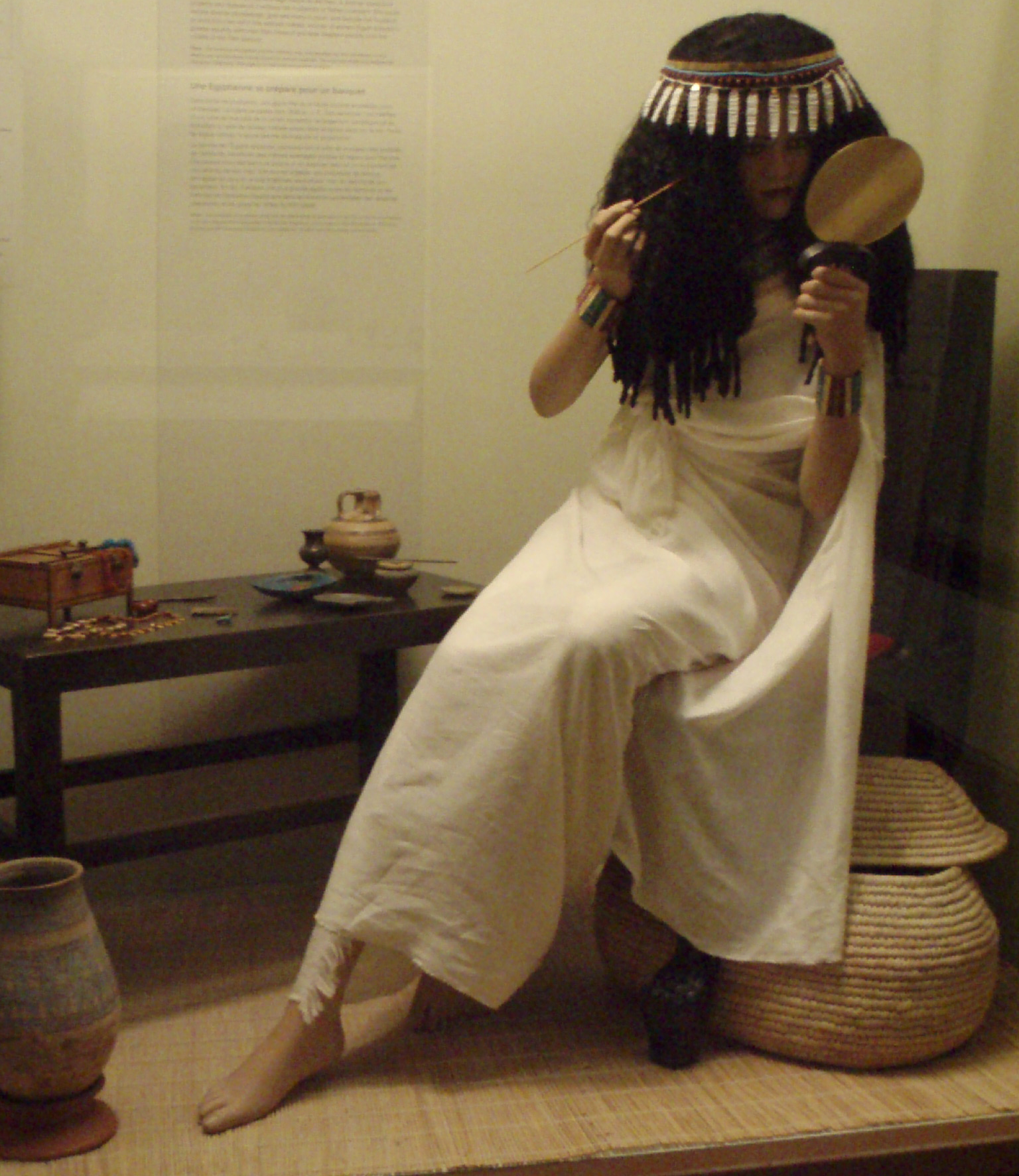
Инсталляция в музее, изображающая древнюю египтянку, накладывающую макияж

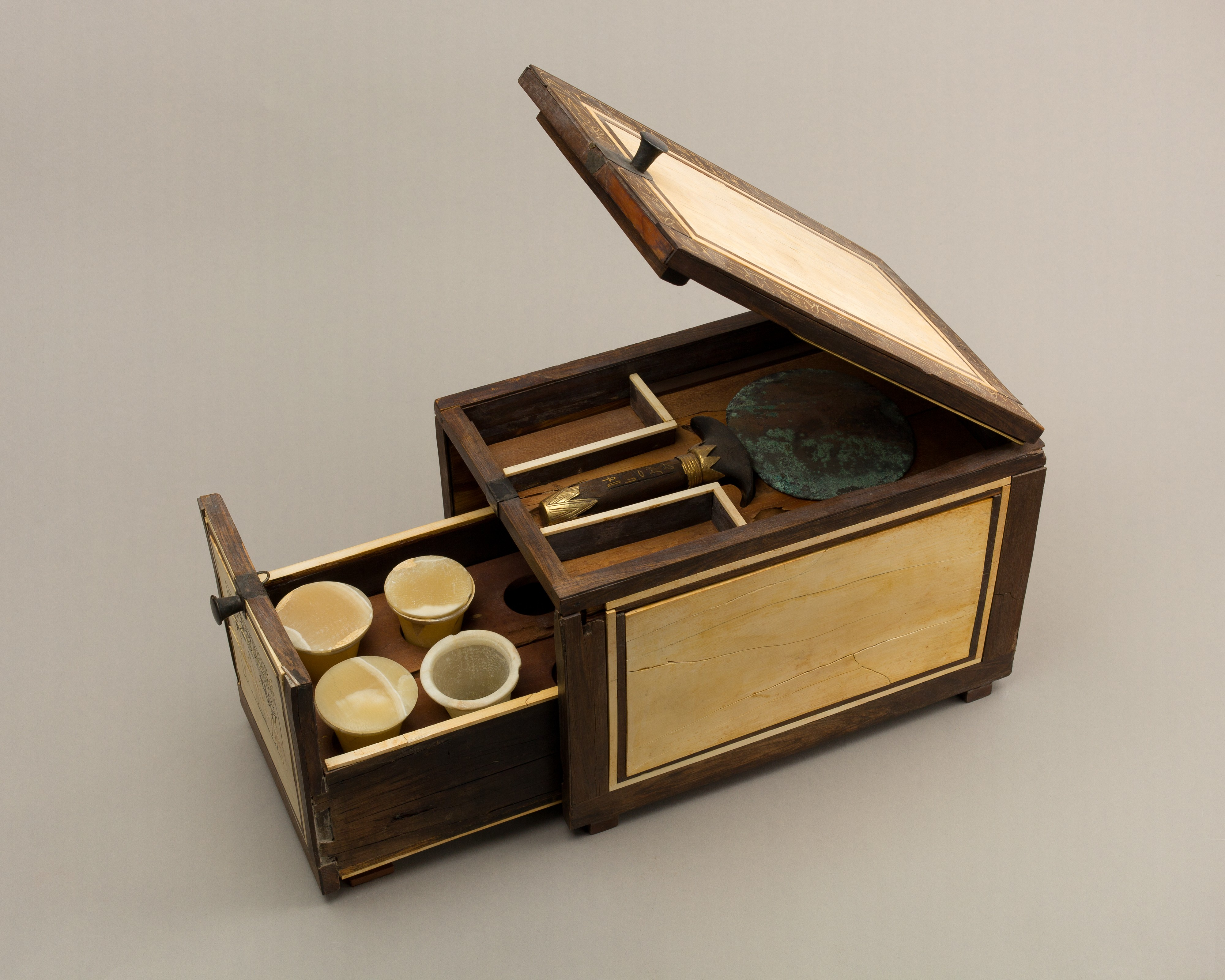
Косметическая коробочка дворецкого Кемени, ок. 1814 −1805 годы до н. э., XII династия. Метрополитен-музей

Использование косметики древними египтянами прослеживается с Додинастического периода, однако профессии косметолога, судя по известным находкам, в Древнем Египте не было. На стенах гробниц, в папирусах присутствуют сцены приготовления благовоний, нанесения косметики, сохранились многочисленные косметические предметы, свидетельствующие о развитой индустрии и большой роли в жизни египтян средств по уходу за собой.
Древние египтяне придавали большое значение гигиене и уходу за собой. Трепетное отношение египтян к чистоте (особенно жречества) отметил Геродот в своей «Истории» (ок. 440 год до н. э.), заметив, что они «предпочитают опрятность красоте». Для омовения использовали воду, очищенную путём добавления солей натрия, и особую моющую пасту, состоявшую из смеси золы и сукновальной глины, которая обладала обезжиривающим и отшелушивающим эффектом.
«Зубными щётками» им служили веточки, палочки или кусочки тканей, а «зубную пасту» изготавливали из дроблённых кореньев растений. Для свежести дыхания полость рта полоскали травяными отварами. Зубы чистили содой. Чтобы устранить неприятный запах изо рта, жевали шарики кифи — ароматического вещества, в состав которого входили 16 компонентов (сухой ладан, семена сосны, дыня, фисташки, можжевельник, корица, мёд и др.). Кожу умащали благовонными маслами (в сухом и жарком климате это не только придавало телу приятный запах, но и предохраняло кожу от обезвоживания). Известны были мази, очищающие и омолаживающие кожу, удаляющие пятна и прыщи, а также средства для эпиляции.
Женщины и мужчины подводили глаза (что уберегало от палящего солнца), красили губы и румянили щёки. Краску подводки для глаз делали из мёда, перемолотой охры, галенита, серого или чёрного сульфида свинца, малахита, зелёного дигидроксокарбоната меди, а также из технического углерода, реже — антимонита и сульфида сурьмы. Палетки с краской нередко изготавливались в виде зверей, птиц и рептилий. Согласно исследованиям Американского химического общества (American Chemical Society), древние египтяне намеренно добавляли в косметику свинец, который в соединении с солью способствует выделению в организме оксида азота, что стимулирует иммунную систему и предупреждает конъюнктивит.
Обнаруженные в гробницах косметические коробки включали различные предметы ухода за телом (баночки, чашечки, бритвы, аппликаторы). Главное отличие современной косметики от древнеегипетской заключается в используемых материалах её приготовления: современная содержит масла эссенций и спирт, а древние — масла и жир, пропитанный эссенциями растений, цветов и специй. Самые дешёвые благовония представляли собой просто воду, в которой вымачивались раздавленные цветы лотоса, а самые дорогие могли включать в себя десятки разнообразных ароматических веществ. Ароматические масла защищали кожу от обезвоживания и солнечных ожогов, поэтому воинов и ремесленников снабжали ими наравне с провиантом.
Производство парфюмерии продолжалось в Египте и в эллинистический период. Знаменитая царица Клеопатра (69-30 годы до н. э.) владела даже настоящей парфюмерной фабрикой на побережье Мёртвого моря. При раскопках археологи нашли в этом месте не только остатки строений, но и котлы, горшки для выпаривания и кипячения, ручные жернова для растирания трав и кореньев. Свои познания по данному вопросу Клеопатра изложила в книге «О лекарствах для лица». Это был первый известный в истории косметический справочник, где приводились рецепты приготовления губной помады, румян, пудры и т. д. Некоторые из этих рецептов дошли до наших дней.

### Татуировки

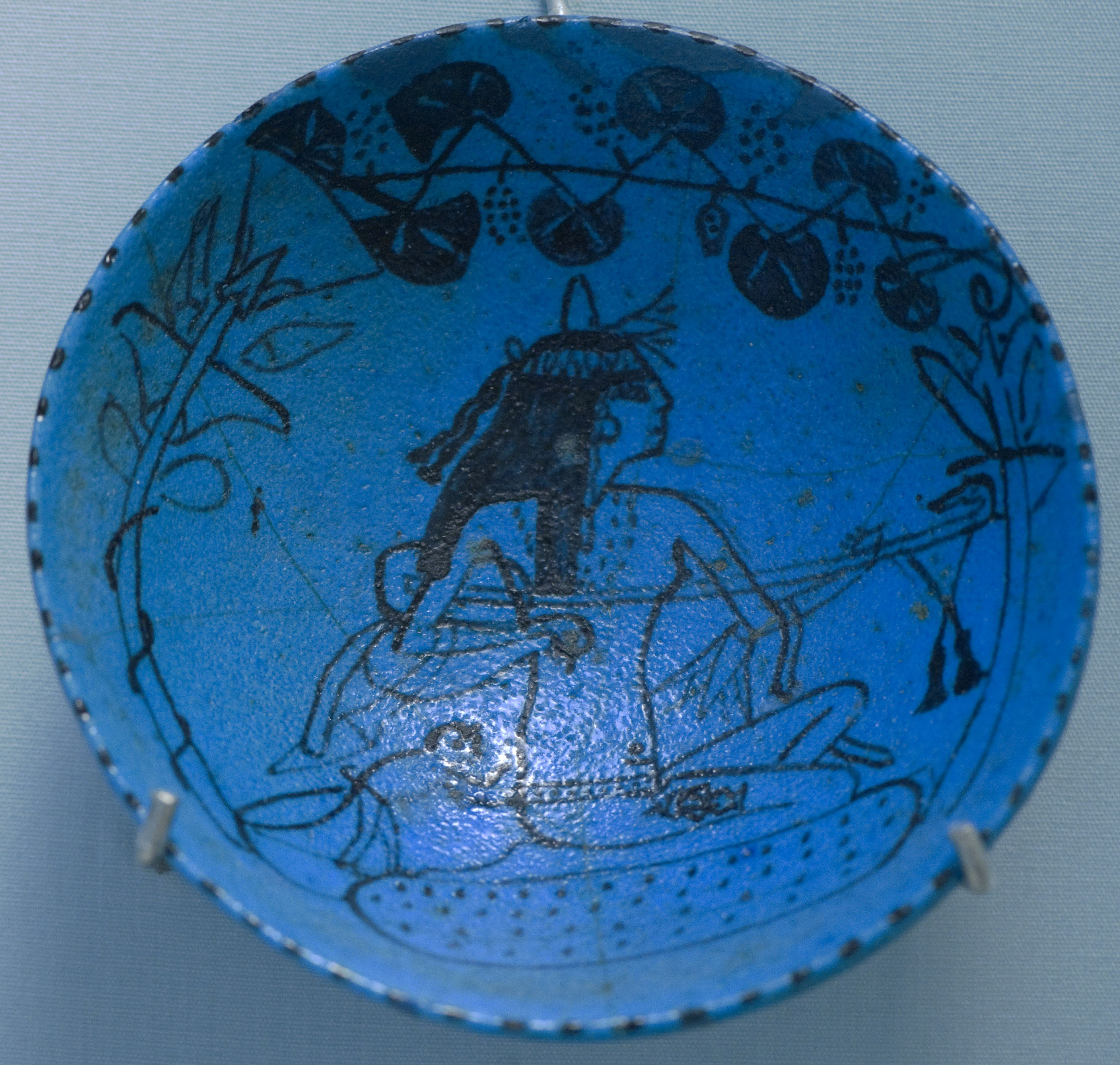
Лютнистка под виноградом с татуировкой Беса на бедре (ок. 1400—1300 годы до н. э.). Национальный музей этнологии (Нидерланды)

О татуировках древних египтян можно судить по обнаруженным с ними мумиям, по декоративным изображениям. Обычно татуировки были простыми (точки, кружки) на руках, бедре, животе, подбородке. Их делали себе танцоры, артисты или служители отдельных культов (Хатхор, Бес).
Также на ряде мумий обнаружены рисунки хной, что может указывать на попытку бальзамировщиков придать телу натуральный вид, либо на украшение себя при жизни.